# Anomis subtusnigra
Anomis subtusnigra là một loài bướm đêm trong họ Erebidae.